# Punto final (revista)
Punto Final fue una revista quincenal chilena de izquierda, que circuló hasta marzo de 2018. Fundada el 15 de septiembre de 1965 y clausurada el 11 de septiembre de 1973, el mismo día del golpe militar encabezado por el general Augusto Pinochet contra el gobierno socialista de Salvador Allende. Punto final se reeditó en el exilio, en México, entre 1981 y 1986, y reapareció en Chile en 1989. Antes de que Pinochet dejara el poder, la revista enfrentaba varios juicios iniciados por la justicia militar. Formaba parte de la Red Voltaire.
La línea editorial de Punto Final era de izquierda, pero criticaba también a los partidos que representan esa tendencia. Asimismo, se le consideraba como tribuna de expresión del pensamiento revolucionario y democrático. Fue partidaria crítica del gobierno de la Unidad Popular liderado por Allende. Políticamente estuvo ligada en un principio a las posiciones del MIR, pero entre sus colaboradores había asimismo militantes socialistas, comunistas, cristianos e independientes. Inicialmente la revista consistía en un solo gran reportaje, hasta que pasó a tener secciones.

## Inicio
El primer número de Punto Final salió a la calle en septiembre de 1965. Al fundar la revista, Mario Díaz y Manuel Cabieses -director y jefe de redacción respectivamente- buscaron crear un espacio para el desarrollo de un periodismo libre, donde los autores pudieran expresarse de acuerdo con su conciencia. Lo bautizaron Punto Final con el propósito de publicar reportajes en profundidad sobre temas que inquietaban a la opinión pública, idealmente hasta agotarlos, es decir, hasta su «punto final». Además, se definía como un medio «democrático y de avanzada». Y precisaba: «Cree que las grandes masas son las protagonistas de la historia y se coloca a su servicio. Pero no se encajonará en fronteras artificiales, no rehuirá la polémica ni sentirá temor de decir la verdad». El número 1 publicó «La tragedia del Janequeo», un reportaje del periodista Miguel Torres sobre el naufragio de un remolcador de la Armada que costó la vida de 50 tripulantes. Las causas del desastre habían sido silenciadas por la Marina de Guerra para no asumir responsabilidades.
El director artístico de la publicación era el dibujante y pintor Enrique Cornejo (Penike), quien se mantuvo a cargo de la presentación gráfica hasta 1973. Al principio, Punto Final era un folleto con un formato equivalente a la cuarta parte de la edición que saldría después. En 1966 se convirtió en una revista quincenal de asuntos políticos, informativos y culturales. En esta transformación desempeñó un importante papel, el economista Jaime Barrios Meza.
Su primer consejo de redacción estuvo integrado por los periodistas Augusto Olivares Becerra, Carlos Jorquera Tolosa, Manuel Cabieses Donoso y Mario Díaz Barrientos. Fundamental en el sostenimiento y desarrollo de Punto Final fue el abogado comunista Alejandro Pérez Arancibia, quien asumió el cargo de gerente general. Completaba el equipo el dibujante Eduardo de la Barra (Jecho). Su primera secretaria fue Inés Moreno. Esa función también fue desempeñada años más tarde por Jane Vanini, revolucionaria y guerrillera brasileña que fue asesinada en Concepción (Chile). El consejo de redacción se amplió con el ingreso del abogado socialista Jaime Faivovich, y de los periodistas Hernán Uribe, Augusto Carmona y Hernán Lavín Cerda. Desde el comienzo estuvieron Jaime Barrios y el periodista y poeta argentino Julio Huasi. Se fueron sumando, entre otros,Eulogio Joel Sánchez, Clotario Blest, Ernesto Carmona, José Carrasco, José Cayuela, Roque Dalton, Gladys Díaz, Máximo Gedda, Fernando Mires, Lucía Sepúlveda, María Eugenia Saúl y Héctor Suárez.
Cuando asumió la presidencia Salvador Allende en 1970, el equipo se redujo, ya que varios asumieron tareas en el Gobierno. Jaime Barrios fue designado gerente general del Banco Central; Carlos Jorquera fue asesor de prensa de Allende; Jaime Faivovich, intendente de Santiago y luego subsecretario de Transportes, y Augusto Olivares, director de prensa de Televisión Nacional. Aun así, Faivovich y Olivares siguieron escribiendo en Punto Final.

## Cierre
El 11 de septiembre de 1973, alcanzó a estar en algunos quioscos la última edición de Punto Final, la N.º 192, antes de ser requisada por orden de la Junta Militar encabezada por el general Augusto Pinochet, que ese mismo día había derrocado al presidente socialista Salvador Allende. El número 192 denunciaba, en diversos artículos, el avance de una represión de las Fuerzas Armadas amparadas en la Ley de Control de Armas, y decenas de atentados terroristas en el país. A mediodía, el bando N.º 10 de la Junta Militar llamaba a presentarse en el Ministerio de Defensa a dirigentes de partidos de la Unidad Popular y del MIR, a exministros, jefes de instituciones, asesores de Gobierno y periodistas. Entre ellos, a Manuel Cabieses, Jaime Faivovich y Carlos Jorquera. En la tarde, el bando n.º 19 agregó nuevos nombres, entre los cuales estaba Jaime Barrios, aunque ya había sido detenido al salir de La Moneda. Allí, antes que Allende muriera, Olivares se había quitado la vida de un balazo.
En una comunicación radial del 11 de septiembre, Pinochet dijo:

Puesto uno: correcto, represento eso al [ininteligible]... por favor. De parte de comandante en jefe, además de las medidas que existen sobre radio y televisión, ehhh, no se aceptan, repito, nin... publicación de prensa de ninguna especie. Y aquella que llegara a salir, además de ser requisada, motivará la destrucción de las instalaciones en las que fue editada. Cambio... ehhh, justamente el personal que trabaja allá en Punto Final... Todo el mundo ahí debe ser detenido. Cambio.
Augusto Pinochet

La redacción de Punto Final fue requisada. Su equipo editorial y periodistas fueron perseguidos y varios de ellos murieron; la mayoría se convirtió en exiliados.
Jaime Barrios fue llevado al Regimiento Tacna antes de ser fusilado en Peldehue, el 13 de septiembre, junto a otros prisioneros de La Moneda. También fue asesinado el cineasta y poeta, militante del MIR, Máximo Gedda Ortiz, en 1974, luego de ser interrogado.  En diciembre de 1977 fue asesinado en una emboscada de la DINA, Augusto Carmona Acevedo, miembro del comité central del MIR. Había sido jefe de prensa y presidente del sindicato de trabajadores de Canal 9, entonces de la Universidad de Chile. El también miembro del comité central del MIR, José Carrasco Tapia, luego de pasar por campos de concentración y el exilio en Venezuela y México, fue asesinado el 8 de septiembre de 1986, cuando era editor de revista Análisis y dirigente del Colegio de Periodistas. En 1974, un contingente de infantería de Marina asesinó a Jane Vanini, en Concepción. Jaime Faivovich murió en el exilio, en México. Alejandro Pérez vivió en Cuba y murió en Santiago, finalizada la dictadura.
Manuel Cabieses Donoso fue arrestado el 13 de septiembre de 1973. Permaneció dos años detenido en Chacabuco, en el campo de concentración Melinka de Puchuncaví y en Tres Álamos, hasta que fue expulsado del país gracias a una activa campaña internacional. Con su familia, fue acogido en Cuba. Como dirigente del MIR, regresó clandestino a Chile cuatro años después, y permaneció en esa condición hasta 1989, cuando emprendió la tarea de revivir Punto Final.
La revista reapareció en mayo de 1981 en el exilio, en México, como Punto Final Internacional y tuvo una frecuencia irregular. Cerró nuevamente en 1986, para renacer en Chile en 1989 con su periodicidad quincenal. 
Dejó de circular definitivamente el 9 de marzo de 2018, cuando salió su último número, el 894.
Algunos de sus últimos colaboradores y redactores fueron: Hernán Soto, Aram Aharonian, Mario Benedetti, Frei Betto, Patricia Bravo, Mauricio Buendía, Paula Chahín, Eleazar Díaz Rangel, Eduardo Galeano, Claudia Korol, Luis Alberto Mansilla, Antonio Peredo, Arnaldo Pérez Guerra, Emir Sader, Manuel Salazar Salvo, Alejandro Lavquén, Lucía Sepúlveda Ruiz, Luis Vitale, Paul Walder, Gaby Weber y Leo Wetli.
En fotografías: Luis Arnéz, Jorge Salomón y Marcelo García.
En Humor, dibujos: Govar, Melitón Herrera (Click) y Arturo Kemchs.
Directores de Punto Final han sido Mario Díaz Barrientos (1965-1973) y Manuel Cabieses Donoso (1981-1986, 1989-2018).